# The Night (Disturbed)
The Night è il quarto singolo estratto da Indestructible, quarto album del gruppo musicale alternative metal statunitense Disturbed. La canzone, che è stata la prima ad essere completata musicalmente, ha lo scopo di ritrarre la notte come un'entità vivente
. Il chitarrista Dan Donegan è stato quasi universalmente elogiato per il suo lavoro su questa canzone, specificatamente per quanto riguarda l'assolo di chitarra. È stato girato un video musicale per il brano nel gennaio 2009 e successivamente distribuito nel marzo dello stesso anno.

## Posizioni in classifica
| Classifica (2009)          | Posizione |
| -------------------------- | --------- |
| Hot Mainstream Rock Tracks | 8         |
| Alternative Songs          | 18        |

## Formazione
- David Draiman - voce, co-produttore
- Dan Donegan - chitarra, produttore, elettronica
- John Moyer - basso
- Mike Wengren - batteria, co-produttore
- David Finch - artwork
- Neal Avron - missaggio